# Mathilde de France
Pour les articles homonymes, voir Mathilde de Bourgogne.
 (mars 2010).
Si vous disposez d'ouvrages ou d'articles de référence ou si vous connaissez des sites web de qualité traitant du thème abordé ici, merci de compléter l'article en donnant les références utiles à sa vérifiabilité et en les liant à la section « Notes et références ».
Mathilde de France, née en 943 et morte le 27 janvier 992, est reine de Bourgogne à la suite de son mariage avec Conrad III le Pacifique.

## Biographie

### Origines
Mathilde est la fille de Louis IV d'Outremer, roi des Francs, et de Gerberge de Saxe.
Son ascendance est en partie connue à partir d'un extrait situé à la fin de la chronique de Flodoard, il s'agit du fragment d'une lettre adressée par Renaud, comte de Port, à Gui-Geoffroy d'Aquitaine. 

« Mathilde et Albérade furent filles de Gerberge; de Mathilde naquirent le roi Rodolphe et sa sœur Mathilde; d'Albérade vint Hermentrude; de Mathilde fille de Mathilde, vint Berthe; d'Hermentrude vint Agnès; de Berthe vint Gérald le Genevois; d'Agnès vint Gui »

— Chronique de Frodoard, manuscrit de Dijon, Anno DCCCCLXVI.

### Reine de Bourgogne
En 964, Mathilde épouse Conrad III le Pacifique, roi de Bourgogne dont elle a eu quatre enfants :
- Berthe (964-1031), comtesse de Blois et de Chartres par son mariage avec le comte Eudes Ier, puis reine de France en 996 lorsqu'elle épouse le roi Robert II ;
- Gerberge (965-1018) ;
- Mathilde (975-?)[3] dont la fille Berthe aurait donné naissance à la lignée des comtes de Genève[4], Mathilde de Bourgogne étant donnée pour être la grand-mère de Géraud de Genève[5] ;
- Rodolphe III († 1032), roi de Bourgogne.

### Décès
Morte le 26 ou le 27 janvier, entre 981 et 992, elle est inhumée en la cathédrale Saint-Maurice de Vienne (Isère).